# Дубенский, Захар Владимирович
Заха́р Влади́мирович Дубе́нский (19 октября 1978, Волгоград, СССР) — российский футболист, полузащитник.

## Карьера
Начинал карьеру в клубе «Ротор-2». Затем выступал за «Торпедо-Викторию» и «КАМАЗ». С 2001 года выступал за «Ротор». С 2004 года защищал цвета «Факела» и «Олимпии». В 2006 году уехал играть в латвийский «Вентспилс», где стал трёхкратным чемпионом страны. В 2009 году вернулся в Россию, перейдя в «Аланию». 28 августа был отзаявлен. 23 декабря 2009 года было сообщено, что Дубенский подписал контракт с клубом «Луч-Энергия». В 2011 году завершил карьеру в клубе «Волгарь-Газпром».

## Достижения
- Чемпион Латвии (3): 2006, 2007, 2008
- Обладатель Кубка Латвии: 2007
- Финалист Балтийской лиги: 2007
- Победитель зоны «Центр» Второго дивизиона России: 2004
- Победитель турнира дублёров: 2001